# Antiga caserna de la Guàrdia Civil (Menàrguens)
L'Antiga caserna de la Guàrdia Civil és una obra de Menàrguens (Noguera) inclosa a l'Inventari del Patrimoni Arquitectònic de Catalunya.

## Descripció
Es tracta d'una casa destinada en un principi a caserna, construïda a principis de segle xx. Edifici de dos pisos i dues portes d'accés realitzat amb pedra, totxo, fusta i ferro.
Es troba col·locada al mig d'uns terrenys de la seva propietat.

## Història
Fou construïda pel cos de la guàrdia Civil. La seva instal·lació és contemporània a la de la sucrera, quan la fàbrica tancà, la caserna també. Actualment està tancada i les terres del costat han estat comprades per un veí.